# Savill Garden
Savill Garden är en trädgård som ingår i parken Windsor Great Park. Den ligger i grevskapet Surrey och riksdelen England, i den södra delen av landet, 30 km väster om huvudstaden London.